# Стівен Кінг
Сті́вен Е́двін Кінг (також іноді Кінґ, англ. Stephen Edwin King; нар. 21 вересня 1947, Портленд, Мен, США) — американський письменник, автор понад 200 творів, серед яких понад 50 бестселерів у стилях жахи (англ. horror), фентезі, трилер, містика. Його називають «Королем жаху», зізвучно з прізвищем майстра, писав ще під псевдонімом Річард Бахман (англ. Richard Bachman). Було продано більш ніж 350 млн примірників його романів та збірок оповідань. На основі його історій знято низку фільмів, а також намальовані комікси. Нагороджений медаллю «За особливий внесок в американську літературу». 2003 року Національний фонд книг нагородив його медаллю за видатний внесок в американську літературу. Також отримав нагороди за внесок у літературу протягом всієї кар'єри, такі як премії «За внесок у світове Фентезі» (2004), був нагороджений Канадською асоціацією книгарів (2007) і отримав премію Grand Master від Товариства письменників детективного жанру Америки (2007).

## Життєпис

### Ранні роки
Був єдиною дитиною своїх батьків, які усиновили його брата Девіда за два роки до народження Стівена. У 1949 році батько вийшов по цигарки і не повернувся..
Стівен зростав у бідності, писати почав у сім років, здобув певний досвід роботи журналістом. Після закінчення навчання в коледжі Lisbon Falls High School замислювався над тим, чи не піти йому на війну у В'єтнам, але військові забракували Кінга через велику кількість хвороб. У 1965 році в журналі «Комікс ревю» (англ. Comics Review) було опубліковано його оповідання «Я був підлітком, який розкрадає могили» (англ. I Was a Teenager Grave Robber).

### Прихід слави

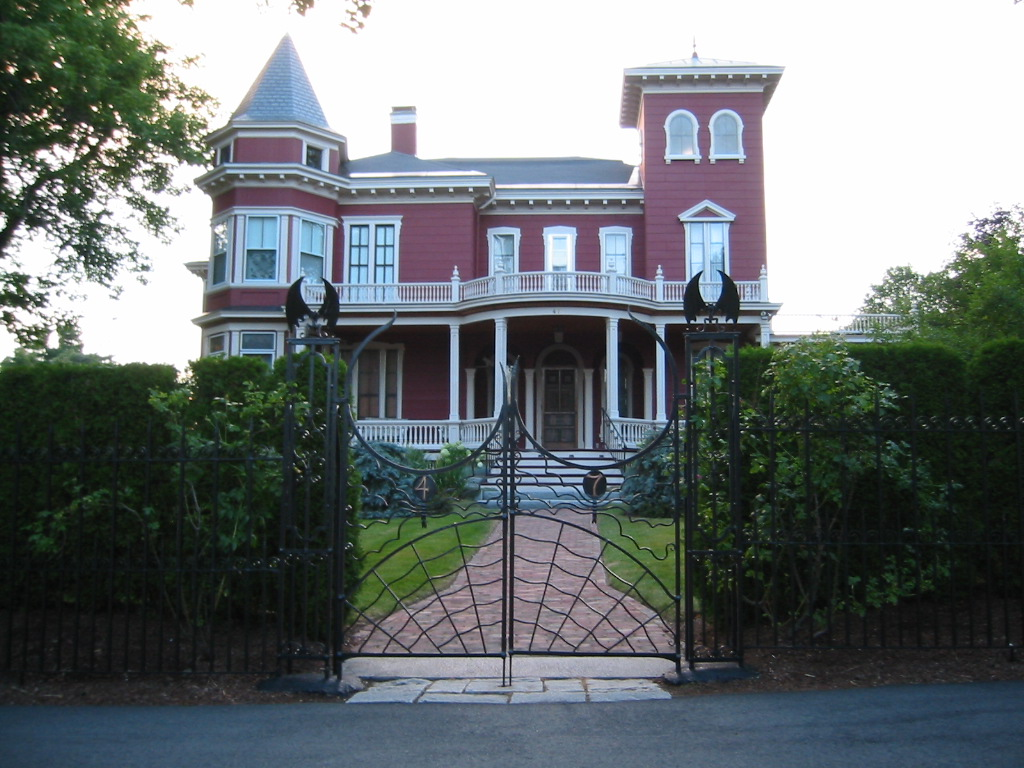
Будинок Стівена Кінга

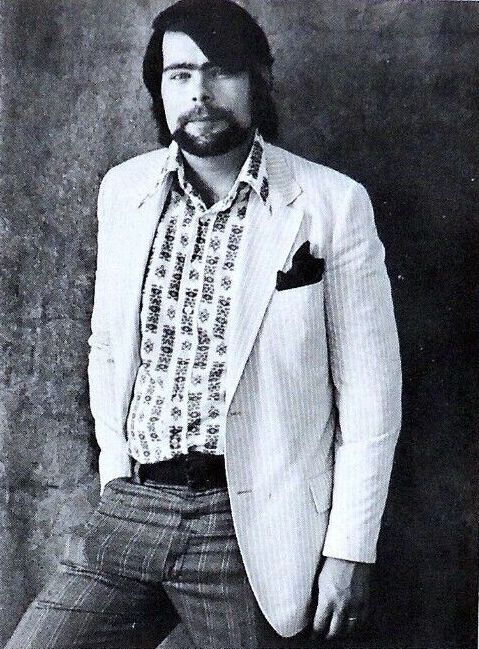
Портрет з першого видання роману Керрі (1974)

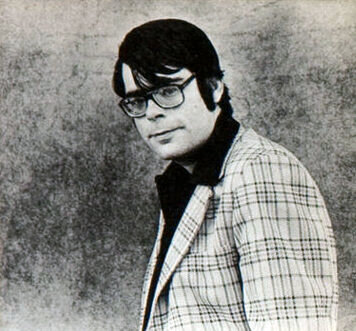
Портрет з першої редакції роману Сяйво (1977)

З 1966 до 1970 року навчався в Університеті Мену (англ. University of Maine) в Ороно.
2 січня 1971 року Стівен Кінг одружився з Табітою Спрюс, з якою познайомився ще в університеті. Того ж року він почав викладати в Хемденській академії, отримуючи $6 400 на рік.
Його дружина допомогла почати Кінгу його письменницьку діяльність. Стівен Кінг викинув у кошик для сміття три сторінки списаного тексту. Табіта прочитала зачин (із нього потім постав один із романів Кінга — «Керрі») і змусила чоловіка дописати книжку. А в березні 1973 року цей роман придбало видавництво «Даблдей», тоді Кінг отримав 2,5 тис. доларів, що навіть для тих часів було невеликою сумою. Проте, з часом, за продажі авторських прав роман приніс Кінгу близько 400 тисяч доларів, половина з яких відійшла видавництву. З цієї книги і починається слава Кінга.

### Проблеми з алкоголем
Невдовзі після виходу першої книги письменник з родиною перебирається на південь штату Мен до хворої матері. У цей же час починає роботу над книгою «Друге пришестя», що пізніше була перейменована як «Доля Єрусалиму» і перед самим виходом була остаточно названа як «Доля Салему» (англ. Salem’s Lot — опублікована в 1975 році). Мати Кінга померла до виходу книги в 1974 році від раку матки. Крім того прихід слави, грошей спричинили в письменника проблеми з алкоголем. На ступінь його алкогольної залежності вказує той факт, що при виголошенні прощальної промови на похороні своєї матері він був п'яний.
З 1974 до початку 1990-х років Кінг безпробудно пиячив і вживав наркотики. Водночас він також писав книги. На початку 1990-х років завдяки дружині, друзям та терапії Стівену Кінгу вдалося подолати потяг до алкоголю та наркотиків.

### Автомобільна аварія
19 червня 1999 року близько 16:30 на узбіччі дороги № 7 містечка Ловел, штату Мен, під час щоденної прогулянки Кінга збив автомобіль. Письменник зазнав тяжких травм. Інцидент трапився через неуважність Кінга та водія мінівена. Кінг ішов і читав книжку, а водій втратив пильність, тому що відволікся від керування через собаку на задньому сидінні. Відповідно до свідчень очевидців, Кінга було збито ззаду, причому водій рухався з не надто великою швидкістю.
Після автокатастрофи він довгий час перебував під спостереженням лікарів і не міг повноцінно працювати. Через деякий час Кінг навіть оголосив, що припинить письменницьку діяльність відразу після завершення роботи над епопеєю «Темна Вежа». Проте з моменту цієї заяви, опублікованої в 2002 році, вийшли ще багато творів автора: «Уболівальник» (2004), «Хлопець з Колорадо» (2005), «Зона покриття» (2006), «Історія Лізі» (2006) та інші. Він описав в епопеї «Темна вежа» цю аварію.

### Нагороди та відзнаки
У 2003 році Стівен Кінг став лауреатом найвищої премії США в області літератури — медалі «За особливий внесок в американську літературу».

У 2014 році Стівен Кінг отримав Національну медаль США в галузі мистецтв.

### Активізм
У 2016 році разом з іншими американськими письменниками підписав петицію проти Дональда Трампа як найбільш ймовірного претендента на посаду президента США.
У 2018 році закликав звільнити з полону режисера Олега Сенцова.
У 2024 році заступився за співачку Тейлор Свіфт, яка отримала хейт від Трампа і Ілона Маска, за те що підтримала кандидатку від Демократичної партії Камалу Гаріс. 

## Підтримка України
У 2022 році, після початку повномасштабного російського вторгнення в Україну, неодноразово висловлював свою підтримку Україні, зокрема повідомив, що не продовжуватиме книжкових контрактів із Росією.
У 2022—2023 роках на своїй сторінці в соціальній мережі Твіттер зробив серію публікацій, у яких критикував росіян і закликав вивести війська з території України. Також неодноразово публікував повідомлення з побажаннями миру Україні, з'являвся на публіці в одязі із зображенням державних символів України.

## Річард Бахман
Річард Бахман (англ. Richard Bachman) — творчий псевдонім Стівена Кінга, під яким він написав романи «Лють» 1977, «Довга прогулянка» 1979, «Дорожні роботи» 1981, «Людина, що біжить» 1982, «Той, що худне» 1984, «Регулятори» 1996 та «Блейз» 2007. Наведені твори, за зізнанням самого автора, відрізняються особливою жорстокістю та психологічним навантаженням. Крім псевдоніму, Кінг навіть вигадав для Річарда Бахмана біографію.

## Темна Вежа
Стівен Кінг називає своїм маґнум опусом серію з семи романів Темна Вежа, написані ним між 1970 і 2012 роками. Серія поєднує багато жанрів, включаючи фентезі, наукову фантастику, жахи і елементи вестерну. Романи описують пригоди групи стрільців дорогою до темної вежі — містичного місця, яке утримує всі світи від руйнування і хаосу. Окрім цих семи книг персонажі з Темної вежі трапляються в інших творах автора. Після завершення серії на світ почали з'являтися комікси передісторії, відеогра «Дискордія», та зняли фільм.

### Серія романів «Темна вежа»
- 1982 — Темна Вежа: Шукач
- 1987 — Темна Вежа ІІ: Крізь час
- 1991 — Темна Вежа ІІІ: Загублена земля
- 1997 — Темна Вежа IV: Чаклун та сфера
- 2003 — Темна Вежа V: Вовки Кальї
- 2004 — Темна Вежа VI: Пісня Сюзанни
- 2004 — Темна Вежа VII: Темна Вежа
- 2012 — Темна Вежа: Вітер крізь замкову щілину

### Збірки
- 1978 — Нічна зміна
- 1982 — Чотири сезони
- 1985 — Команда скелетів
- 1990 — Чотири після опівночі
- 1993 — Кошмари та сновидіння
- 1999 — Серця в Атлантиді
- 2002 — Все можливо
- 2008 — Коли впаде темрява
- 2010 — Повна темрява. Без зірок
- 2015 — Ярмарок нічних жахіть
- 2020 — Якщо кров тече
- 2024 — Похмурі історії, як ви любите[en]

## Екранізації творів
Значна частина творів Кінга покладено в основу багатьох фільмів та телесеріалів (дивіться шаблон по екранізації в кінці статті).

## Співпраця
Стівен Кінг є фанатом рок-гурту AC/DC, який зробив саундтрек до його фільму «Максимальне прискорення» (1986).
Стівен Кінг грав на гітарі в рок-гурті Rock Bottom Remainders з іншими відомими письменниками, як-от Дейв Баррі, Емі Тан та іншими. Кінг порівнював свій гурт з книгою, яка не продається добре і різко впала в ціні для забезпечення швидкого продажу. Їхній девіз «Ми граємо музику, а Metallica пише романи».

## Переклади українською
- Стівен Кінг. «Поле бою»: оповідання (переклад з англійської: Андрій Минка). Увійшло до збірки «У сріблястій місячній імлі». Упорядник Михайло Слабошпицький; художник Костянтин Сулима. — Київ: Веселка, 1986. — 320 с.
- Стівен Кінг. Зелена миля. Переклад з англійської: Олена Любенко. Харків: КСД, 2017. 432 стор. ISBN 978-617-12-4301-9
- Стівен Кінг. Зелена миля. Переклад з англійської: Олександр Пузиренко. Київ: Гуртом, 2017. — 700 с.
- Стівен Кінг, Річард Чізмар. «Пульт Ґвенді». Переклад з англійської: Б. Превіра. Ілюстрації: К.Міньйон. Харків: «Клуб Сімейного Дозвілля», 2017. — 160ст. Наклад: 6000 екз. ISBN 978-617-12-3921-0
- Стівен Кінг. «Про письменство. Мемуари про ремесло» (переклад з англійської: Дмитро Шостак). — Харків: КСД, 2017. — 272 с. — ISBN 978-617-12-3427-7
- Стівен Кінг. «Керрі» (переклад з англійської Віталія Ракуленка) Харків: Книжковий Клуб «Клуб Сімейного Дозвілля», 2018 р. — 224 с. ISBN 978-617-12-5114-4

Серія «Темна Вежа» (переклад Олена Любенко)
- Стівен Кінг. Темна Вежа I: Шукач. Переклад з англійської: Олена Любенко. Харків: Книжковий Клуб «Клуб Сімейного Дозвілля», 2007. 240 c. ISBN 978-966-343-547-3
  - (2-ге видання) Стівен Кінг. Темна Вежа I: Шукач. Переклад з англійської: Олена Любенко. Харків: Книжковий Клуб «Клуб Сімейного Дозвілля», 2008. 240 c. ISBN 978-966-343-547-3
  - (3-тє видання) Стівен Кінг. Темна Вежа I: Шукач. Переклад з англійської: Олена Любенко. Харків: Книжковий Клуб «Клуб Сімейного Дозвілля», 2015. 237 c. ISBN 978-966-14-4627-3
- Стівен Кінг. Темна вежа II: Крізь час. Переклад з англійської: Олена Любенко. Харків: Книжковий Клуб «Клуб Сімейного Дозвілля», 2007. 464 с. ISBN 978-966-343-691-3
  - (2-ге видання) Стівен Кінг. Темна вежа II: Крізь час. Переклад з англійської: Олена Любенко. Харків: Книжковий Клуб «Клуб Сімейного Дозвілля», 2008. 464 с. ISBN 978-966-343-691-3
  - (3-тє видання)Стівен Кінг. Темна вежа II: Крізь час. Переклад з англійської: Олена Любенко. Харків: Книжковий Клуб «Клуб Сімейного Дозвілля», 2013. 459 с. ISBN 978-966-14-5070-6
- Стівен Кінг. Темна вежа III: Загублена земля. Переклад з англійської: Олена Любенко. Харків: Книжковий Клуб «Клуб Сімейного Дозвілля», 2007. 576 с. ISBN 978-966-343-953-2
  - (2-ге видання) Стівен Кінг. Темна вежа III: Загублена земля. Переклад з англійської: Олена Любенко. Харків: Книжковий Клуб «Клуб Сімейного Дозвілля», 2013. 571 с. ISBN 978-966-14-5284-7
  - (3-тє видання) Стівен Кінг. Темна вежа III: Загублена земля. Переклад з англійської: Олена Любенко. Харків: Книжковий Клуб «Клуб Сімейного Дозвілля», 2015. 573 с. ISBN 978-966-14-5284-7
- Стівен Кінг. Темна вежа IV: Чаклун та сфера. Переклад з англійської: Олена Любенко. Харків: Книжковий Клуб «Клуб Сімейного Дозвілля», 2009. 784 с. ISBN 978-966-14-0159-9-3
  - (2-ге видання) Стівен Кінг. Темна вежа IV: Чаклун та сфера. Переклад з англійської: Олена Любенко. Харків: Книжковий Клуб «Клуб Сімейного Дозвілля», 2009. 784 с. ISBN 978-966-14-0159-9-3
  - (3-ге видання) Стівен Кінг. Темна вежа IV: Чаклун та сфера. Переклад з англійської: Олена Любенко. Харків: Книжковий Клуб «Клуб Сімейного Дозвілля», 2015. 781 с. ISBN 978-966-14-0159-3
- Стівен Кінг. Темна вежа V: Вовки Кальї. Переклад з англійської: Олена Любенко. Харків: Книжковий Клуб «Клуб Сімейного Дозвілля», 2010. 720 с. ISBN 978-966-14-0584-3
  - (2-ге видання) Стівен Кінг. Темна вежа V: Вовки Кальї. Переклад з англійської: Олена Любенко. Харків: Книжковий Клуб «Клуб Сімейного Дозвілля», 2015. 717 с. ISBN 978-966-14-0584-3
- Стівен Кінг. Темна вежа VII: Темна вежа . Переклад з англійської: Олена Любенко; художник: О. Семякін. Харків: Книжковий Клуб «Клуб Сімейного Дозвілля», 2010. 779 с. ISBN 978-966-14-9650-6
  - (2-ге видання) Стівен Кінг. Темна вежа VII: Темна вежа. Переклад з англійської: Олена Любенко; художник: О. Семякін. Харків: Книжковий Клуб «Клуб Сімейного Дозвілля», 2015. 880 с. ISBN 978-966-14-9650-6
- Стівен Кінг. Темна Вежа: Вітер у замкову шпарину. Переклад з англійської: Олена Любенко; художник: О. Семякін. Харків: Книжковий Клуб «Клуб Сімейного Дозвілля», 2013. 347 с. ISBN 978-966-14-4259-6
- Стівен Кінг, Овен Кінг. Сплячі красуні / пер. з анг. Олександр Красюк. — Х. : КСД, 2018. — 880 с. — ISBN 978-617-12-5418-3.
- Стівен Кінг. Аутсайдер / пер. з анг. Анастасія Рогоза. — Х. : КСД, 2019. — 592 с. — ISBN 978-617-12-5064-2.
- Стівен Кінг. Інститут / пер. з анг. Володимир Куч, Анастасія Рогоза. — Х. : КСД, 2020. — 640 с. — ISBN ?.
- Стівен Кінг. «Якщо кров тече»: збірка. Переклад з англійської: В. А. Ракуленко. Харків: КСД. 2021. 512 стор. ISBN 978-617-12-8620-7[23]

## Виноски
1. 1 2 3 4 5 6 7  Написав під псевдонімом Річард Бахман.

## Додаткова література
- Кінґ, Стівен // Зарубіжні письменники : енциклопедичний довідник : у 2 т. / за ред. Н. Михальської та Б. Щавурського. — Тернопіль : Навчальна книга — Богдан, 2005. — А — К. — С. 746. — ISBN 966-692-578-8.